# Албіш (Ковасна)
Албіш (рум. Albiș) — село у повіті Ковасна в Румунії. Входить до складу комуни Чернат.
Село розташоване на відстані 166 км на північ від Бухареста, 18 км на північний схід від Сфинту-Георге, 43 км на північний схід від Брашова.

## Населення
За даними перепису населення 2002 року у селі проживали 430 осіб, з них 426 осіб (99,1%) угорців. Рідною мовою 426 осіб (99,1%) назвали угорську.